# Риттер (лунный кратер)
Кратер Риттер (лат. Ritter) — крупный ударный кратер в юго-западной части Моря Спокойствия на видимой стороне Луны. Название присвоено в честь немецкого географа Карла Риттера (1779—1859) и немецкого инженера-строителя Георга Августа Дитриха Риттера (1826—1908); утверждено Международным астрономическим союзом в 1935 г. Образование кратера относится к раннеимбрийскому периоду.

## Описание кратера

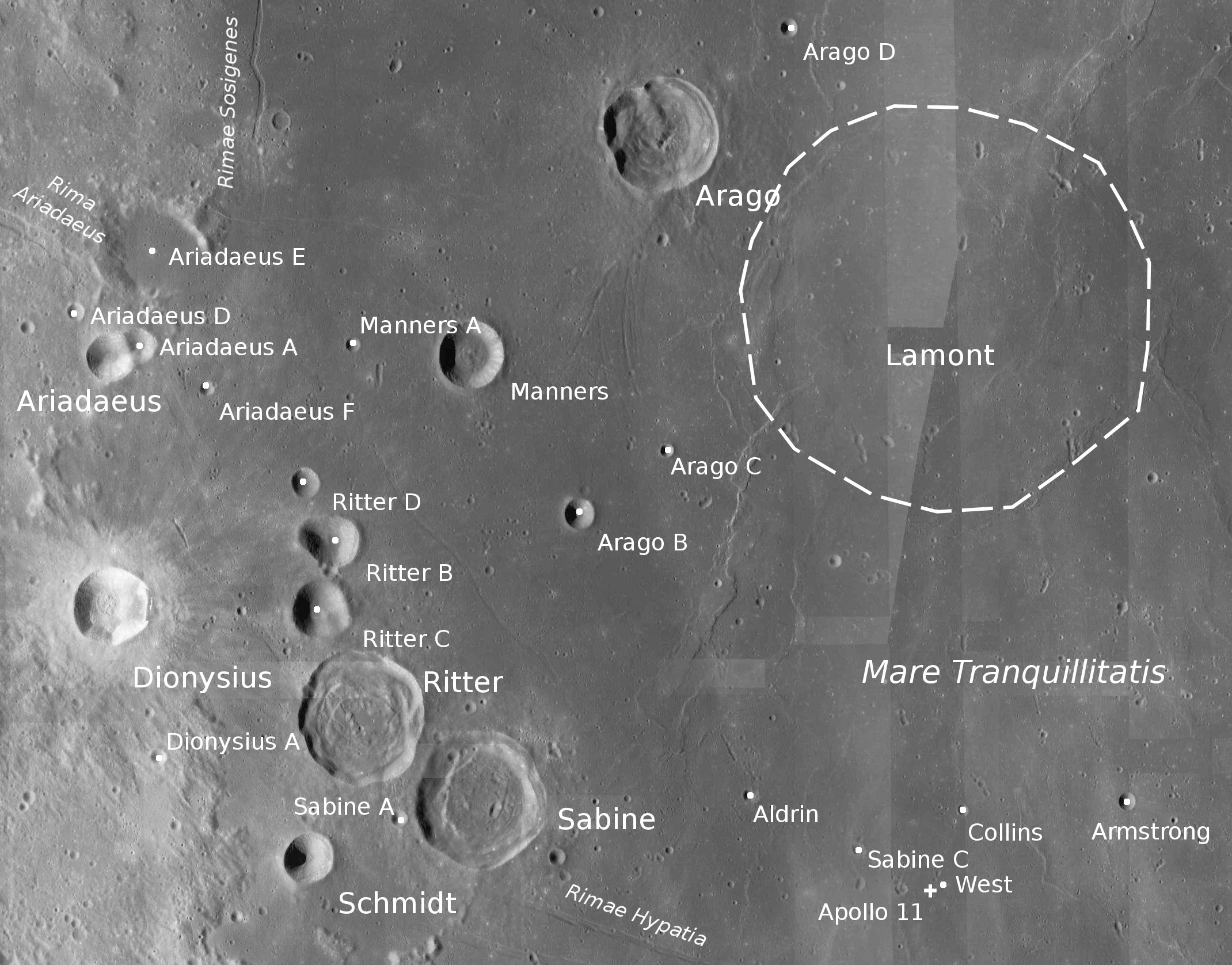
Окрестности кратера Риттер. Снимок зонда Lunar Reconnaissance Orbiter.

Ближайшими соседями кратера Риттер являются кратер Дионисий на западе-северо-западе; кратер Маннерс на севере-северо-востоке; кратер Сабин на юго-востоке (валы кратеров Сабин и Риттер разделяет долина шириной несколько километров) и кратер Шмидт на юге-юго-западе. С северо-западной стороны к кратеру подходят борозды Риттера; на юго-востоке располагаются борозды Ипатии. Селенографические координаты центра кратера 1°58′ с. ш. 19°10′ в. д. / 1,96° с. ш. 19,17° в. д., диаметр 29,5 км, глубина 1300 м.
Кратер Риттер имеет полигональную форму и практически не разрушен. Вал с четко очерченной кромкой, внутренний склон вала с следами обрушения. Дно чаши пересеченное, с несколькими кольцевыми хребтами концентричными по отношению к валу и отдельно стоящими холмами. По морфологическим признакам кратер относится к типу TRI (по названию типичного представителя этого класса — кратера Триснеккер).
Кратер имеет незначительную глубину, так же как и схожий с ним по морфологическим признакам кратер Сабин. По этой причине, также как и ввиду видимого отсутствия радиальных выбросов пород и вторичных кратеров, расположения вблизи грабена (борозды Ипатии), высказывалось предположение, что оба кратера являются вулканическими кальдерами. С позиций сегодняшнего дня небольшая глубина кратера объясняется изостатическим поднятием пород, обусловленным небольшой толщиной лунной коры в бассейне Моря Спокойствия и большими температурами лавы, снизившими её вязкость, что позволило области дна чаши кратера быстрее прийти к состоянию изостатического равновесия с породами бассейна.

## Сателлитные кратеры

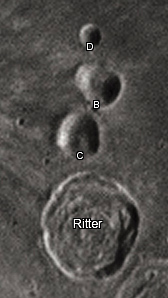
Снимок Девида Кемпбелла.

| Риттер | Координаты                                          | Диаметр, км |
| ------ | --------------------------------------------------- | ----------- |
| B      | 3°15′ с. ш. 18°56′ в. д. / 3,25° с. ш. 18,93° в. д. | 14,2        |
| C      | 2°45′ с. ш. 18°52′ в. д. / 2,75° с. ш. 18,86° в. д. | 12,7        |
| D      | 3°39′ с. ш. 18°44′ в. д. / 3,65° с. ш. 18,74° в. д. | 6,6         |

## Галерея

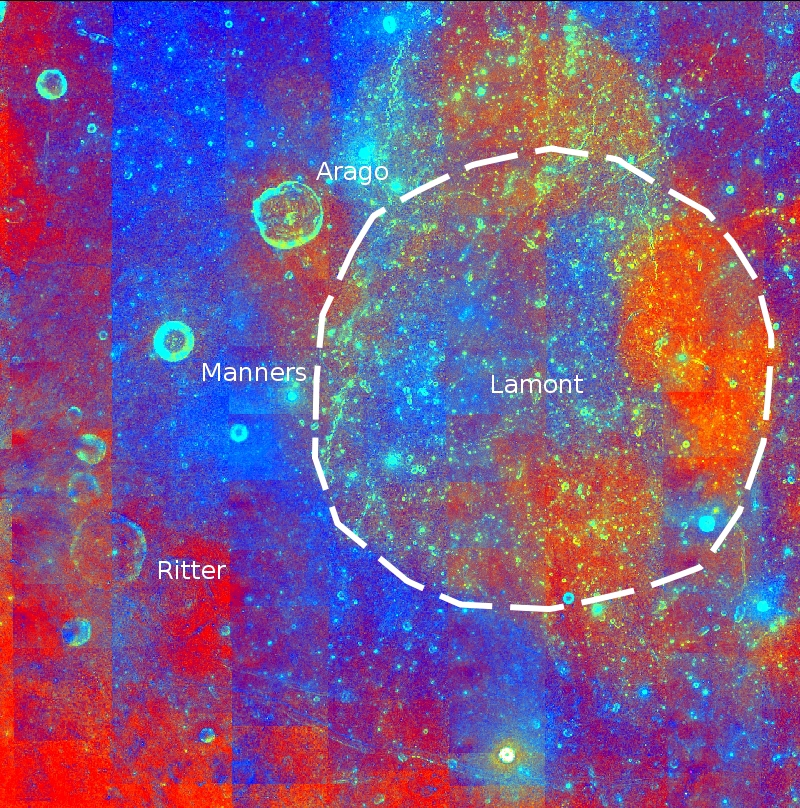
Снимок камеры ультрафиолетового/видимого спектра зонда Clementine.
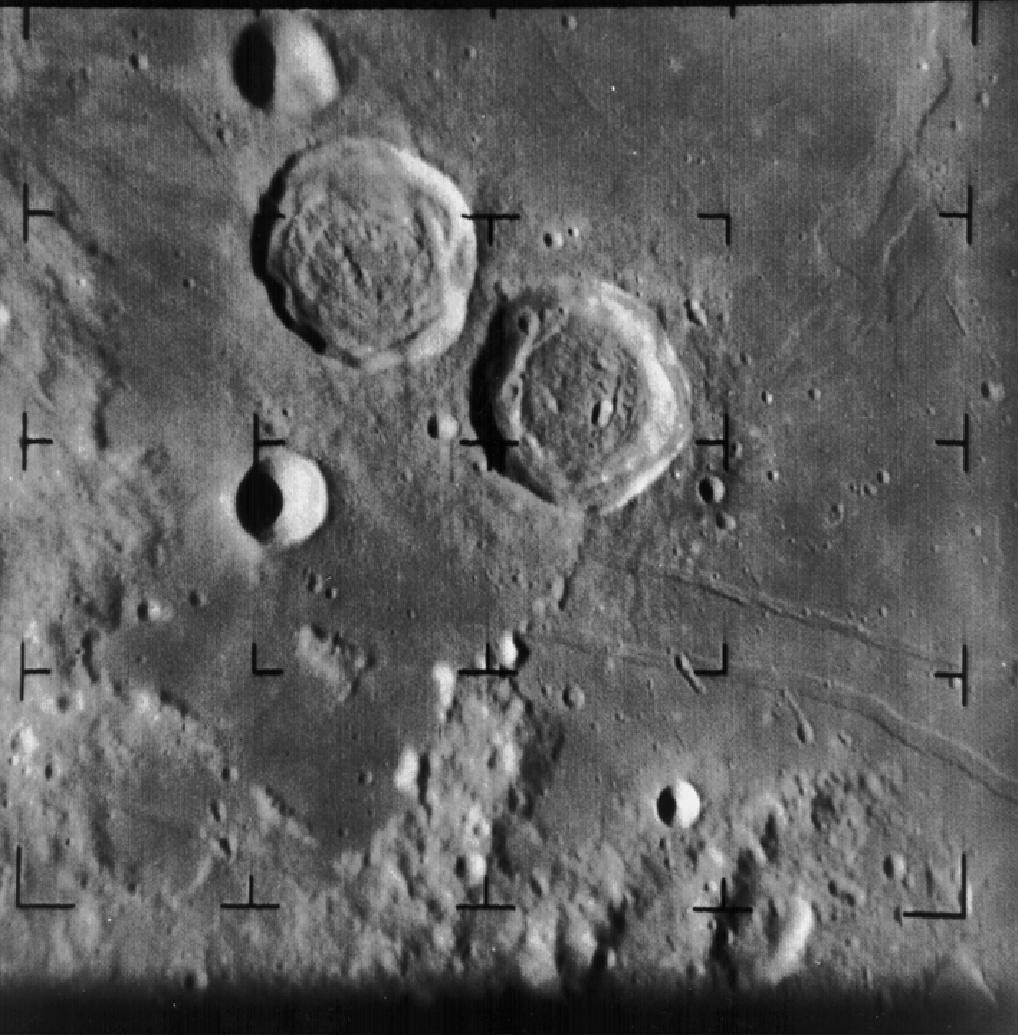
Снимок кратеров Риттер и Сабин с борта зонда «Рейнджер-8».
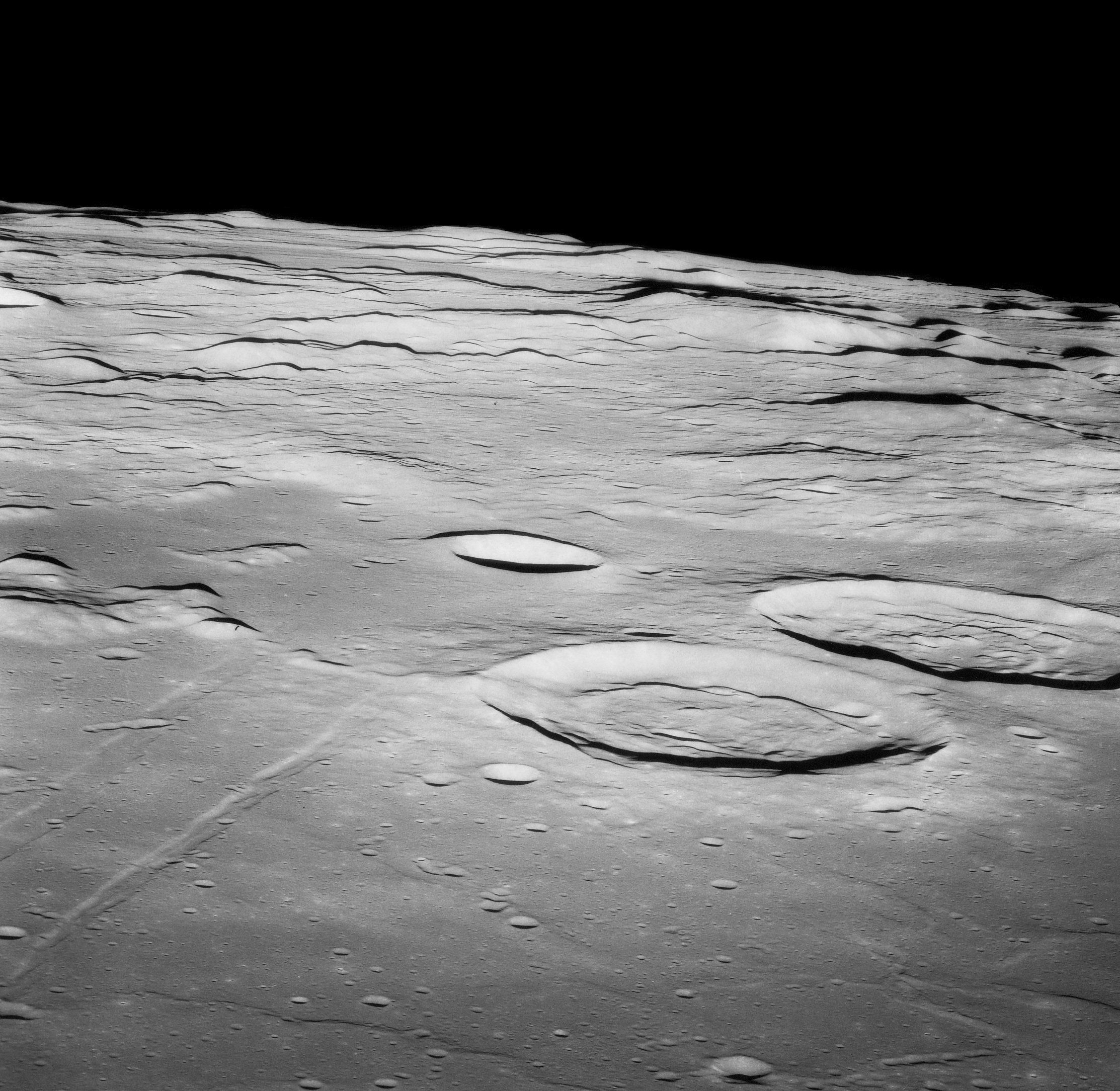
Снимок кратеров Риттер и Сабин (на переднем плане) с борта Аполлона-11. В нижней левой части снимка видны борозды Ипатии, в центре – кратер Шмидт.

## См.также
- Список кратеров на Луне
- Лунный кратер
- Морфологический каталог кратеров Луны
- Планетная номенклатура
- Селенография
- Минералогия Луны
- Геология Луны
- Поздняя тяжёлая бомбардировка